# Sune Reinhold
 Sune Jerry Reinhold, född 15 april 1945 i Ängelholm i Kristianstads län, död 2 juli 2013 i Solna kommun i Stockholms län, var en svensk kommuntjänsteman och idrottsprofil. 
Reinhold var kommunalt anställd i Solna kommun i 27 år och var först ekonomichef och sedan stadsdirektör. Reinhold var delaktig i utvecklingen av Friends Arena och Arenastaden. I samband med denna affär fälldes han 2012 för mutbrott av Solna tingsrätt. Reinhold avled innan Svea hovrätt tog upp målet. Hovrätten tog inte ställning i skuldfrågan; däremot beslutade den att hans dödsbo skulle återbetala ett arvode som han hade tagit emot medan arenan byggdes.